# دايفيد كاتس
دايفيد كاتس (بالإنجليزية: David Katz)‏ هو صحفي أمريكي، ولد في 1965.